# Юртовские татары
Юртовские татары, юртовые татары, юртовские ногайцы , юртовцы (юрт.-тат. нугай-татарлар, нугайлар, татарлар) — этническая группа в составе астраханских татар близкая к ногайцам, исповедуют ислам.

## Этноним
«Юртовые татары» — русское официальное название. Впервые так назвал местное тюркоязычное население (оставшееся после завоевания Астраханского ханства), губернатор Астраханской губернии В. Н. Татищев в XVIII веке.
Сами себя юртовцы называют либо «нугайлар» (ногайцы), либо «татарлар» (татары). Казанские татары и ногайцы-карагаши называют юртовцев «караиле нугайлары» (ногайцы, живущие в чёрных домах), туркмены и казахи «ногай»."

## Язык
Говорят на юртовско-татарском языке. Можно предположить, что исходно юртовско-татарский язык был ближе к собственно ногайскому и алабугатско-татарскому языкам, чем к литературному татарскому или какому-либо его диалекту.

## История
В этническом формировании народа приняли участие хазары, кипчаки, приазовские болгары, ногаи большие и малые и другие народы, определяющую роль же сыграли Астраханское ханство и Ногайская Орда. На этнокультурное развитие юртовских татар, как и всех астраханских татар оказали поволжско-приуральские татары, переселившиеся в Нижнее Поволжье XVII — начале XX веках.
Начиная с XVI века юртовские татары представляли собой отдельный этнос, противопоставляющийся ногайцам. В XVII веке юртовскими татарами обозначали служилое тюркское население Астраханского края, куда входили так же и ногайцы. В XVIII — XIX веках юртовские татары характеризуются в качестве собирательного названия разных этнических групп татар и ногайцев. Предки юртовских татар в течение XVIII — XX веков переходили от кочевничества к оседлому образу жизни, от кочевого скотоводства к земледелию, садоводству и овощеводству, торговле и рыболовству.
К началу XX века астраханские татары вместе с остальными группами татар образовали единую татарскую нацию.
Юртовские татары — наиболее урбанизированная этногруппа астраханских татар, в их среде ярко выражена культурно-языковая ориентация на казанских татар, но осознание своего отличия от остальных татар фиксируется у них сохраняющимся самоназванием «нугай» или «ногай-татар».

## Расселение
Юртовские татары представлены населением города Астрахани и пригородной зоны.
Компактно проживают в нескольких сёлах Приволжского, Икрянинского и Наримановского районов, в том числе селах Биштюбинка (Биш-Түбә), Солянка (Сүләнке),Татарская Башмаковка (Кызан), Карагали (Каргалык), Осыпной Бугор (Ярлы Түбә), Килинчи (Киләче), Яксатово (Майлыкүл или Майлыгүл), Три Протока (Джамеле), а также в селах расположенных на данный момент в городской черте Астрахани: Семек аул (ныне Семиковка), Бусдангуль (ныне Кулаковка), Казы аул (ныне Мошаик), Тияк (ныне Царёв).
Определить точную численность юртовских татар не представляется возможным, так-как в рамках переписей населения не выделяются.

## Известные представители
- Басир Мажитович Абдуллин – ногайский писатель, драматург, автор первых пьес и первого романа на ногайском языке.
- Наджиб Г. Ногайлы (Наджиб Аллабердиевич Мавлюбердиев) — реформатор ногайского алфавита.
- Бек-Булат Маджидович Салиев – советский и узбекский востоковед, тюрколог-историк первой половины XX века

## Фольклор
Будучи мусульманами особо чтимыми праздниками является Ураза-байрам и Курбан-байрам. Новый год у юртовских татар известен под названием «әмәл», отмечали его 10 марта по старому стилю, празднуя одновременно и наступление весны. В прошлом предпочитали заключать брачные союзы только внутри своей этнической группы, существовал ритуал целования новобрачной рук родственников мужа, только у них свадебное угощение начиналось подачей плова или пирога с рисом и мясом. Так же как и у татар Поволжья среди юртовских татар бытовали магические обряды «очищения» молодой при въезде в дом мужа.